# Lomographa notata
Lomographa notata är en fjärilsart som beskrevs av W. Warren 1894. Lomographa notata ingår i släktet Lomographa och familjen mätare. Inga underarter finns listade i Catalogue of Life.